# Fransvitmossa
Fransvitmossa (Sphagnum fimbriatum) är en bladmossart som beskrevs av Wilson in J. D. Hooker 1847. Enligt Catalogue of Life ingår Fransvitmossa i släktet vitmossor och familjen Sphagnaceae, men enligt Dyntaxa är tillhörigheten istället släktet vitmossor och familjen Sphagnaceae. Arten är reproducerande i Sverige. Inga underarter finns listade i Catalogue of Life.

## Bildgalleri

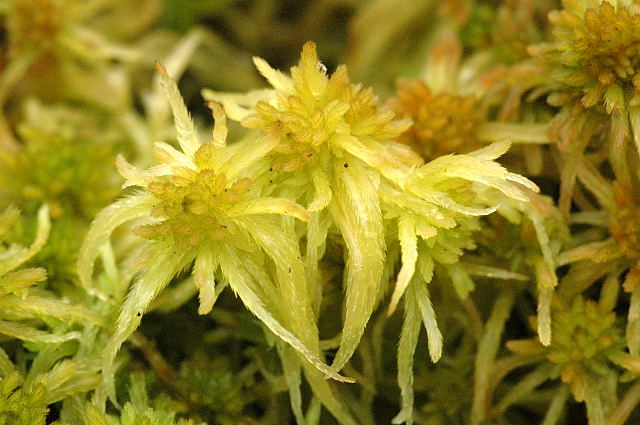
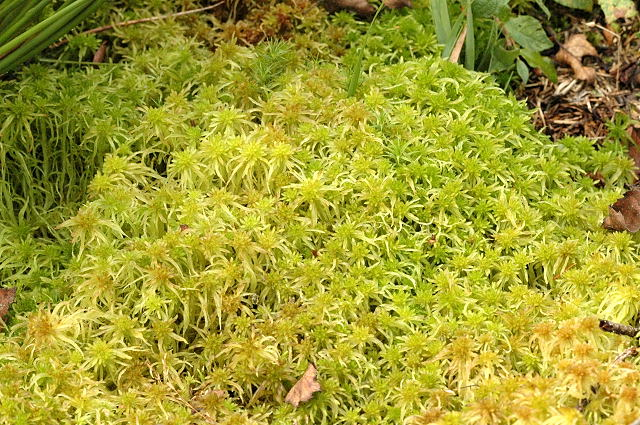
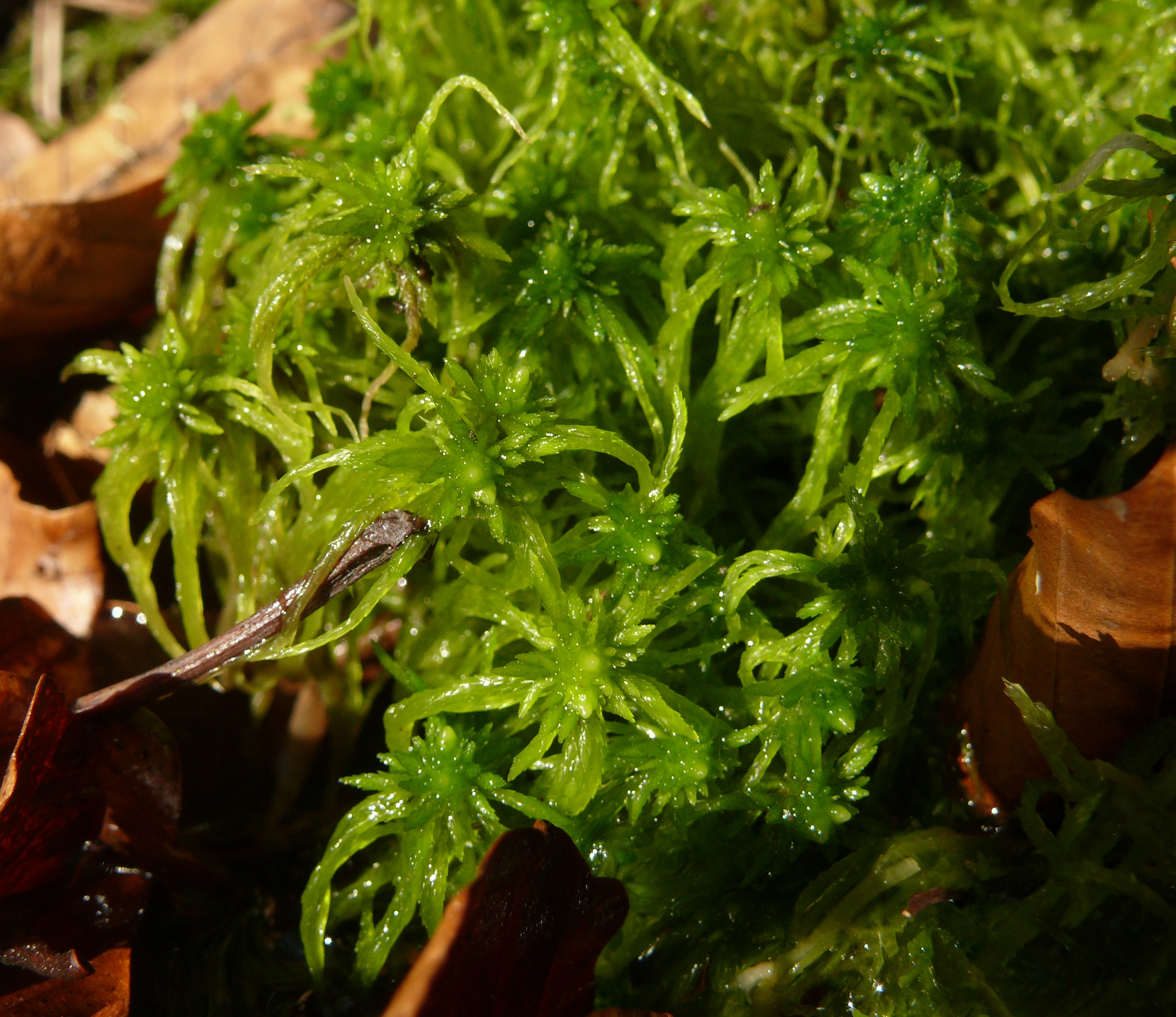
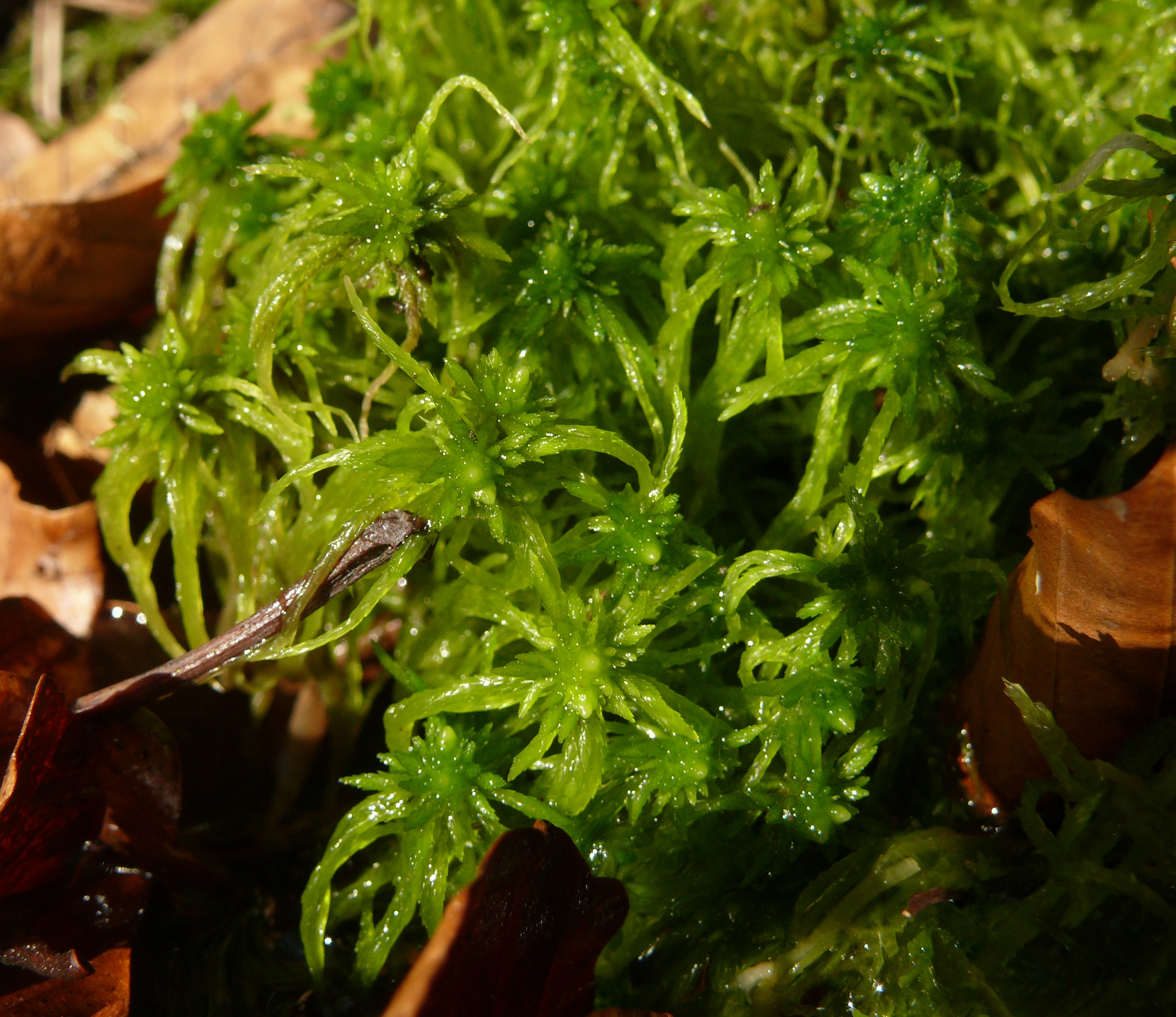